# Robert Mureșan
Robert Mureșan (Arad, 1991. március 22. –) román motorversenyző, aki 2006-tól a MotoGP 125 köbcentiméteres géposztályában versenyez.
Első nagydíja a 2006-os MotoGP török nagydíj volt.

## Külső hivatkozások
- Profil a MotoGP hivatalos weboldalán Archiválva 2008. július 4-i dátummal a Wayback Machine-ben